# Романовка (Владимирский район)
Романовка (укр. Романівка) — село в Иваничевской поселковой общине Владимирского района Волынской области Украины.
До 2020 года входило в Иваничевский район.
Код КОАТУУ — 0721155102. Население по переписи 2001 года составляло 76 человек. Почтовый индекс — 45300. Телефонный код — 3372. Занимает площадь 0,205 км².